# Silvia Buendía
Silvia Elena Buendía Silva (Guayaquil, 9 de octubre de 1967) es una abogada, conductora de televisión y activista ecuatoriana por los derechos de las mujeres y de las personas LGBTI.
Como activista fue militante del movimiento político de izquierda Ruptura de los 25 y portavoz de la Red LGBTI Diversidad Ecuador, que llevó adelante la campaña en favor de la legalización del matrimonio entre personas del mismo sexo en ese país.

## Biografía
Nació en la ciudad de Guayaquil, hija de Elena Silva y Erwin Buendía. Su madre y su hermano mayor fallecieron a edad temprana, por lo que su padre asumió su educación y crianza. Realizó sus estudios secundarios en el Colegio Alemán Humboldt Guayaquil y los superiores en la Universidad Católica de Santiago de Guayaquil, donde se graduó de abogada.
Empezó su labor de columnista en diario El Telégrafo, y ha colaborado con otras revistas y periódicos ecuatorianos. En la década de 2010 se dio a conocer en el ámbito televisivo, desempeñándose como conductora en el programa Así Somos, de la cadena Ecuavisa, espacio en el que debatía desde una ideología de izquierda progresista. En 2014 fue conductora del programa Ventana Ciudadana, de Ecuador TV.
Como abogada ha patrocinado varios casos de defensa a los derechos de personas LGBTI, entre ellos la denuncia por el secuestro de Zulema Constante Para las elecciones legislativas de Ecuador de 2013 fue candidata a asambleísta provincial de Guayas por el movimiento de izquierda Ruptura de los 25, sin alcanzar el escaño.
En 2016, fue parte de la delegación de organizaciones civiles que acudió a Ginebra, en Suiza, para exponer sobre las falencias en derechos durante el sexto examen de Ecuador ante el Comité de Derechos Humanos de la Organización de las Naciones Unidas. Durante el acontecimiento, Buendía expuso sobre los derechos de las personas LGBT en Ecuador, en particular sobre las llamadas clínicas de deshomosexualización y el activismo por la legalización del matrimonio igualitario.

### Vida personal
Contrajo matrimonio con Carlos Lasso, fueron padres de dos hijos: Carlos Javier y Adriana Elena.